# DDT (musikgrupp)
DDT är ett ryskt rockband som grundades 1980 i Ufa i Basjkortostan. Sångare och ledare är Jurij Sjevtjuk. DDT lär vara en förkortning för "Dom detskogo tvortjestva", den plats där gruppen spelade första gången, eller "Dobryj den, tovarisjtji!" som betyder "Goddag, kamrater!".